# ジャストニュース岩手
『ジャストニュース岩手』（ジャストニュースいわて）は、テレビ岩手（TVI）にて1979年10月1日から1980年9月30日まで放送された、初代最初の夕方のローカルニュース番組である。

## 放送時間
- 月曜日 - 金曜日 18:15 - 18:30（JST、15分、1979年10月1日 - 1980年9月30日）